# 2040 pr. n. št.

## Smrti
- Merikare, faraon Desete egipčanske dinastije (* ni znano)